# حجم الشاشة

مقارنة أحجام الشاشات من حيث: العرض، الارتفاع، القطر، المساحة، ونسبة الأبعاد

حجم الشاشة (بالإنجليزية: Display size) يشير إلى القياس الفعلي للمساحة المخصصة لعرض الصور ومقاطع الفيديو في الشاشات ثنائية الأبعاد، مثل شاشات الحاسوب والتلفاز. عادةً ما يُحدد حجم الشاشة بقياس طول قطرها، وهو المسافة بين الزاويتين المتقابلتين، ويُقاس بوحدة البوصة. يُعرف هذا القياس أحيانًا أيضًا باسم الحجم المادي للصورة للتمييز بينه وبين الحجم المنطقي للصورة، الذي يمثل دقة الشاشة ويُقاس بالبكسل.